# Max Stafford-Clark
Maxwell Robert Guthrie Stewart Stafford-Clark, detto Max (Cambridge, 17 marzo 1941), è un regista teatrale e direttore artistico inglese.

## Biografia
Dopo la laurea al Trinity College di Dublino, Stafford-Clark cominciò a lavorare come regista associato per il Traverse Theatre di Edimburgo nel 1966. Nel 1968 fu promosso a direttore artistico, un ruolo che ricoprì fino al 1970. Nel 1974 fondò la Joint Stock Theatre Company, con cui cominciò proficue collaborazione con autori come David Hare, Howard Brenton e Caryl Churchill. Da questa collaborazione, in particolare, nacque l'opera della Churchill Settimo cielo, la cui prima Stafford-Clark diresse nel 1979.
Dal 1970 al 1993 fu il direttore artistico del Royal Court Theatre di Londra. Durante i suoi anni al timone del teatro favorì l'affermarsi delle carriere di una nuova generazione di drammaturghi come Andrea Dunbar, Hanif Kureishi, Sarah Daniels e Jim Cartwright, oltre a portare in scena drammi di grande successo come Our Country's Good di Timberlake Wertenbaker e Top Girls di Caryl Churchill.
Nel 1993 fondò con Sonia Friedman la compagnia Out of Joint, di cui fu direttore artistico fino al 2017, quando accuse di un comportamento sessualmente inappropriato furono mosse contro di lui da diverse donne, costringendolo alle dimissioni.

### Vita privata
Stafford-Clark sposò Carole Hayman nel 1971, ma il matrimonio terminò con un annullamento e il regista sposò Ann Pennington in seconde nozze nel 1981. Con la Pennington, Stafford-Clark ha avuto la figlia Kitty Stafford-Clark.